# Петр (Прутяну)
Епископ Пе́тр (в миру Михаил Георгиевич Прутя́ну, рум. Mihail Pruteanu; род. 15 декабря 1979, Корлатены, Рышканский район, Молдавская ССР) — архиерей Русской православной церкви, клирик прихода в честь святителя Иоанна Златоуста в Кашкайше, епископ Кафский, викарий Патриаршего экзарха Западной Европы. Автор книг и публикаций по догматике, патристике и литургике — в основном на румынском языке.

## Биография
Родился 15 декабря 1979 года в селе Корлэтень Рышканского района Молдавской ССР в семье крестьян. Крещён 14 января 1980 года в храме святителя Николая в города Бельцы священником Михаилом Сэрэкуцой.
В период с 1986 по 1997 год обучался в 11-классной средней школе в своём родном селе. В 1990-1995 года учился в музыкальной школе по классу народных духовых инструментов.
В 1997 году по рекомендации духовника протоиерея Михаила Сэрэкуца и по благословению митрополита Кишинёвского и всея Молдовы Владимира поступил на Богословский факультет Государственного университета в городе Яссы (Румыния), который окончил в 2001 году. Дипломную работу защитил у профессора митрополита Даниила (Чоботи).
В марте 2001 года зачислен в число братии монастыря Трёх святителей в городе Яссы, где нёс послушание уставщика и изучал византийскую музыку. Там же в Страстную Пятницу 2002 года пострижен в иночество, 21 декабря 2002 года наместником данного монастыря архимандритом Климентом (Хараламом) был пострижен в мантию с именем Петр в честь святителя Петра (Могилы).
В июле 2003 года по приглашению епископа Доримедонта (Чекана) вернулся в Молдову и зачислен в число братии Рождественского монастыря в село Зэбричень.
4 августа 2003 года епископом Единецким и Бричанским Доримедонтом (Чеканом) рукоположен в сан иеродиакона; им же 5 октября 2003 года — в сан иеромонаха.
В 2003 года стал соискателем на кафедре Литургики в аспирантуре Православного Свято-Тихоновского богословского института (с 2004 года - Православного Свято-Тихоновского богословмкого гуманитарного университета. В 2005 года по благословению епископа Доримедонта из-за невозможности совмещать несомые послушания и обучение в Москве перевёлся в Киевскую духовную академию. Под руководством протоиерея Владимира Савельева написал работу на тему «Антропология румынского богослова священника Думитру Стэнилоае». 30 марта 2006 года в присутствии Учёного совета КДА во главе с митрополитом Владимиром (Сабоданом) защитил кандидатскую работу и получил степень кандидата богословия.
В 2003-2004 годы был преподавателем Единецкого епархиального духовного училища. В 2004-2011 годы преподавал литургику в Кишинёвской духовной академии (в том числе, до 2009 года — в единецком филиале Кишенёвской духовной академии). С 2004 по 2011 год — председатель Отдела катехизации и образования Единецкой епархии.
9 января 2005 года удостоен права ношения наперсного креста. 28 июня 2008 года митрополитом Кишинёвским и всея Молдовы Владимиром (в то время временно управлявшим Единецкой епархией) возведён в сан игумена и награжден правом ношения палиц.
27 октября 2011 года был награжден правом ношения креста с украшениями.
С октября 2011 по июль 2012 года проходил стажировку в Университете Аристотеля в городе Салоники (Греция), где изучал греческий язык. Свободное время проводил в монастыре Симона Петра на Афоне.
В июле 2012 года приглашён для миссионерской деятельности в Португалию. С июля 2012 по июль 2014 года — заштатный клирик Единецкой епархии, временно окормлял общину Корсунской епархии в городе Кашкайш (Португалия). 25 июля 2014 года решением Священного Синода Русской православной церкви направлен в клир Корсунской епархии для пастырского служения в Португалии.
В 2018 году епископом Корсунским Нестором (Сиротенко) назначен духовником Португальского благочиния.
В 2021 году прошел процедуру нострификации диплома кандидата богословия в доктора богословия (согласно европейскому законодательству). В июне 2022 года стал доцентом Лиссабонского католического университета по кафедре «Восточная литургика».

## Архиерейство
13 октября 2022 года решением Священного синода Русской православной церкви избран епископом Кафским, викарием Патриаршего экзарха Западной Европы.
16 октября 2022 года в храме Рождества Иоанна Предтечи на Пресне города Москвы митрополитом Волоколамским Антонием (Севрюком) возведён в сан архимандрита.
5 ноября 2022 года в Тронном зале кафедрального соборного Храма Христа Спасителя в Москве состоялось наречение архимандрита Петра (Прутяну) во епископа Кафского, викария Патриаршего экзарха Западной Европы.
27 ноября 2022 года в храме Рождества Пресвятой Богородицы на Кулишках города Москвы рукоположен во епископа Кафского, викария Патриаршего экзарха Западной Европы. Хиротонию совершили: Патриарх Кирилл, митрополит Крутицкий и Коломенский Павел (Пономарёв), митрополит Волоколамский Антоний (Севрюк), архиепископ Корсунский и Западноевропейский Нестор (Сиротенко), архиепископ Владикавказский и Аланский Герасим (Шевцов).